# NGC 2502
NGC 2502 é uma galáxia lenticular (SB0) localizada na direcção da constelação de Carina. Possui uma declinação de -52° 18' 25" e uma ascensão recta de 7 horas, 55 minutos e 51,5 segundos.
A galáxia NGC 2502 foi descoberta em 5 de Janeiro de 1837 por John Herschel.